# Gare Habib-Bourguiba de Monastir
La gare Habib-Bourguiba de Monastir est la principale gare de Monastir en Tunisie.
Elle est exploitée par la Société nationale des chemins de fer tunisiens et porte le nom du premier président tunisien, Habib Bourguiba.

## Histoire
La gare est inaugurée par le président Habib Bourguiba le 25 août 1984.

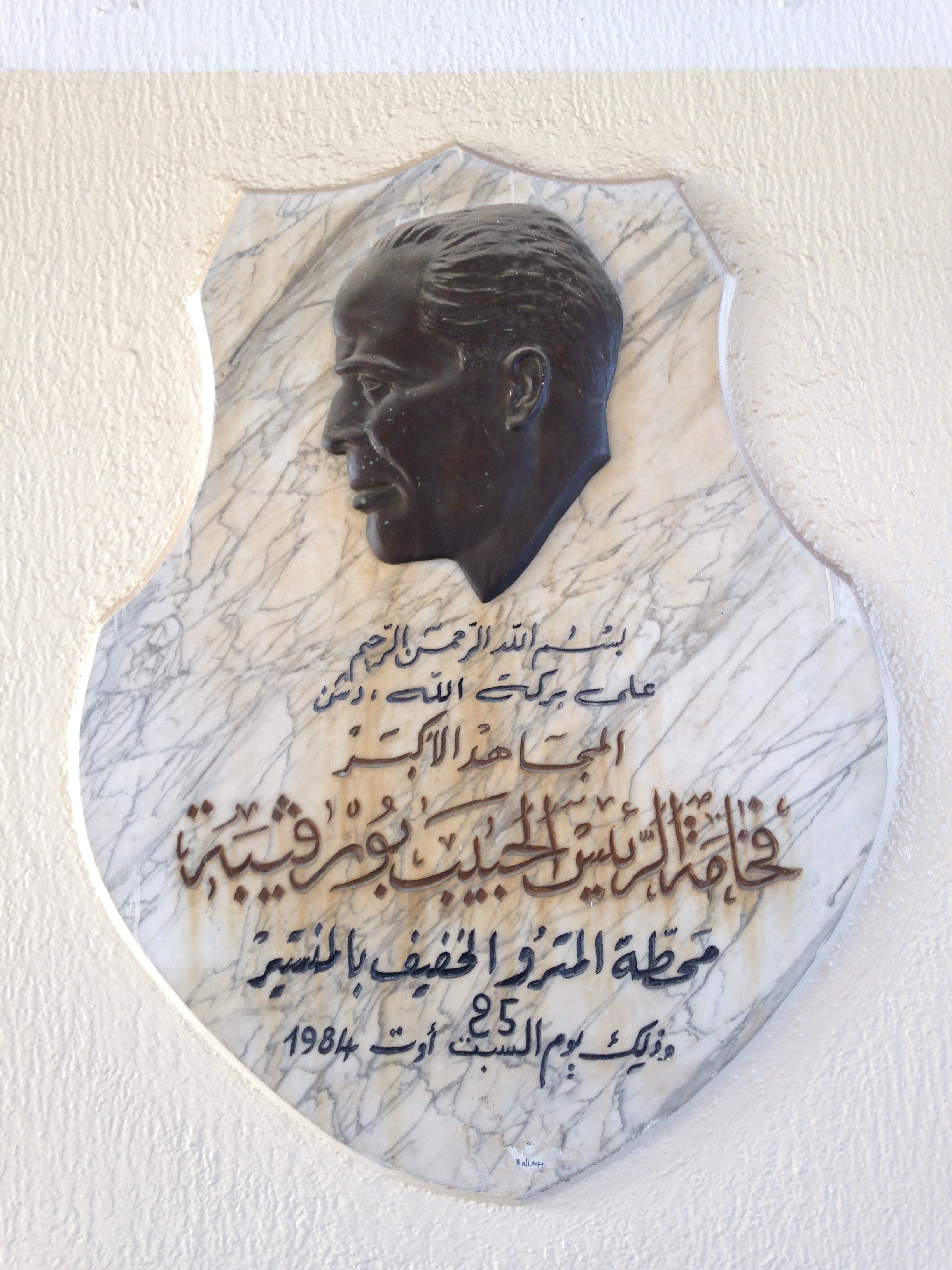
Plaque indiquant la date d'inauguration de la station, le 25 août 1984, par Habib Bourguiba

## Service des voyageurs

### Desserte
Les trains circulent sur la ligne du Métro du Sahel et desservent Mahdia ou Sousse, via l'aéroport international de Monastir Habib-Bourguiba. Certains trains desservent Tunis.

### Intermodalité

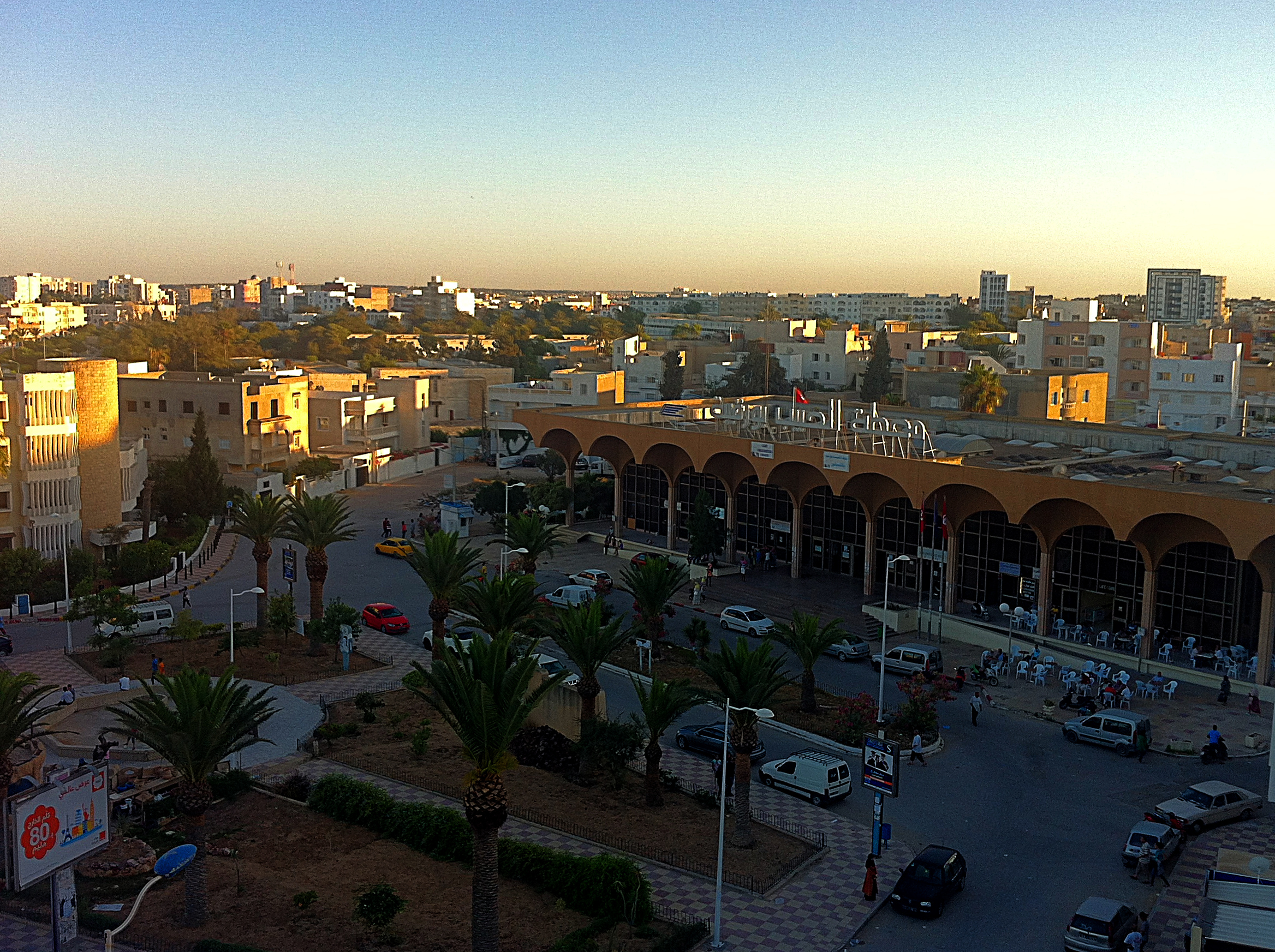
Vue de la façade de la gare.
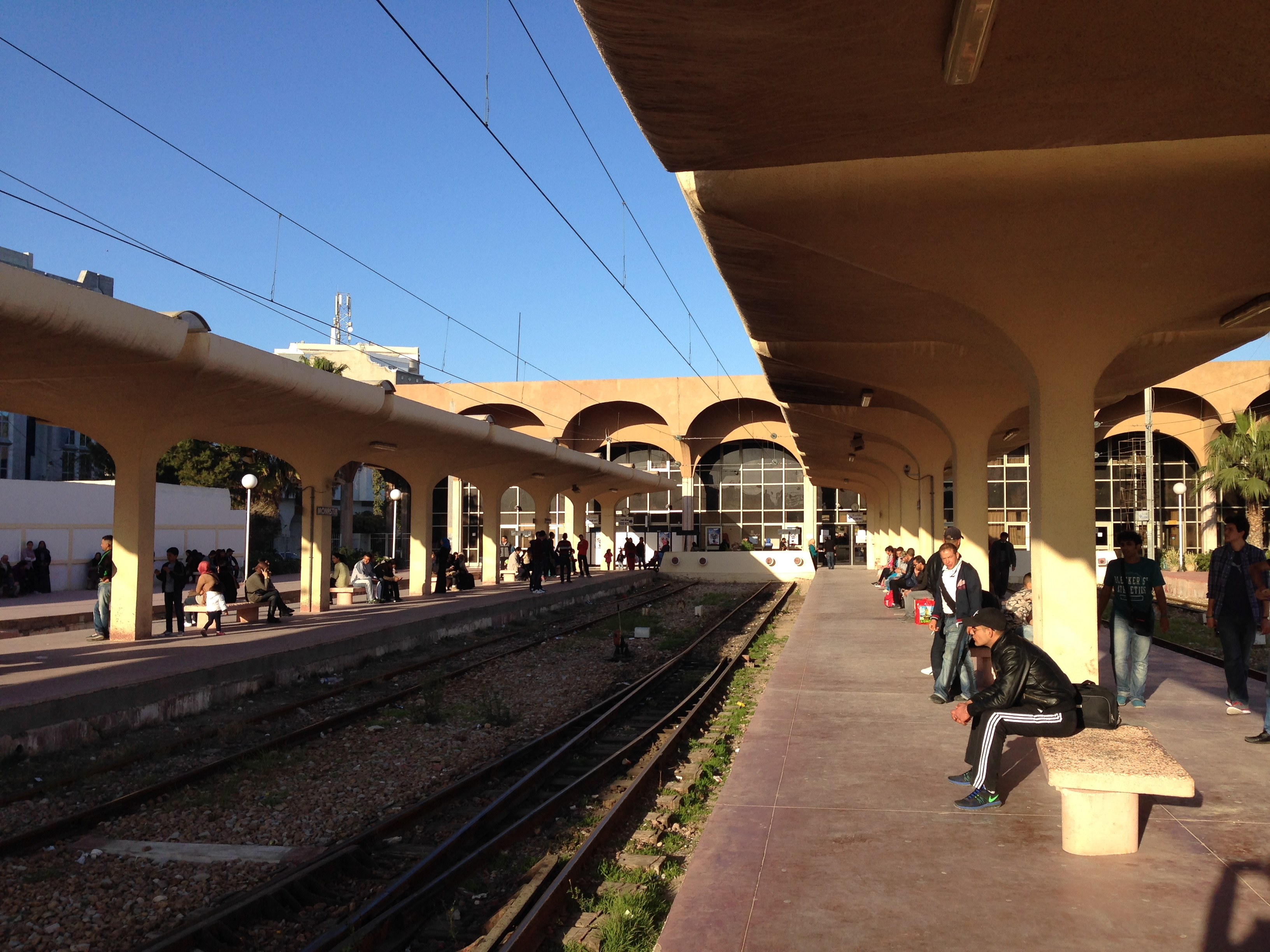
Quai de la gare.
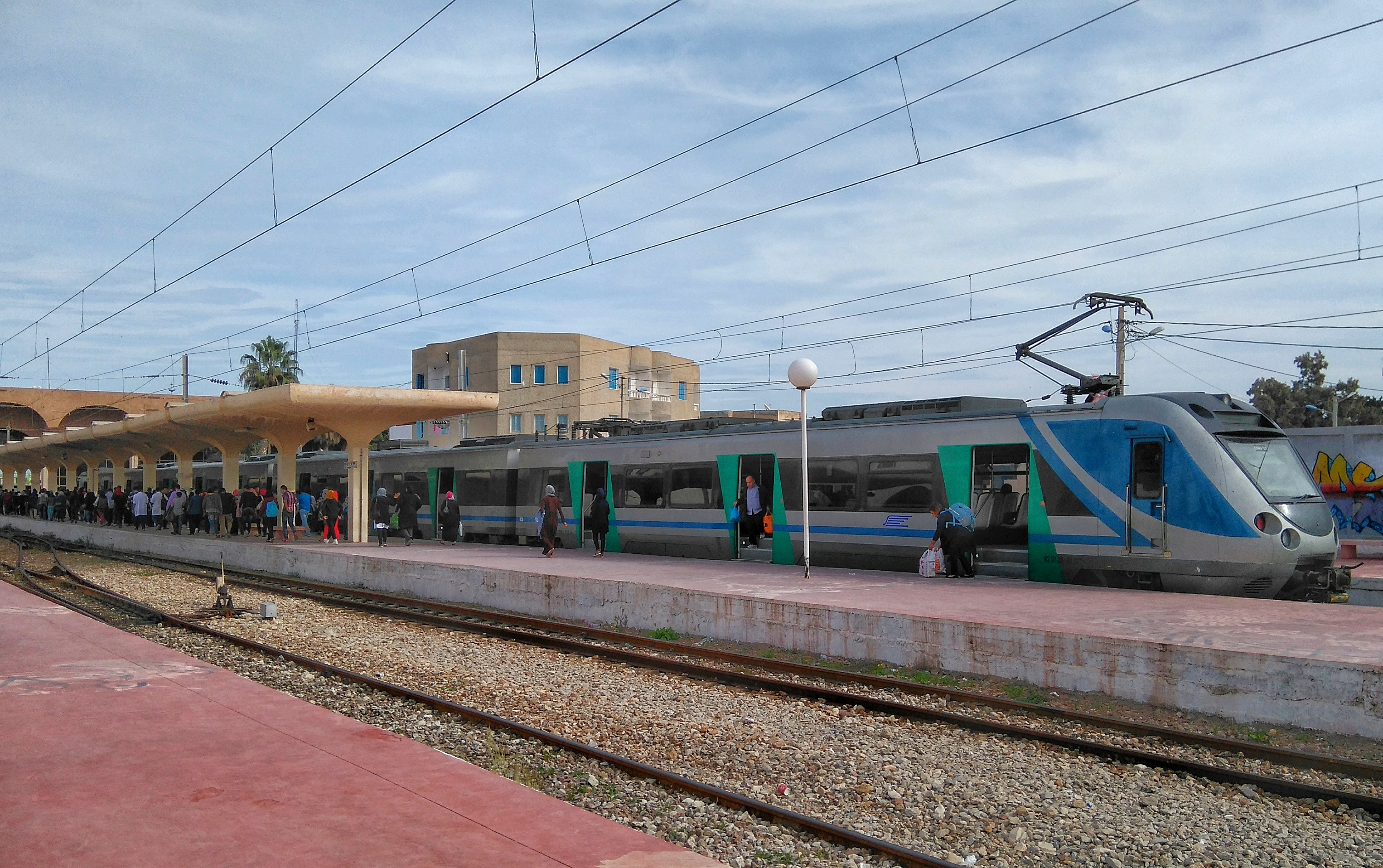
Métro du Sahel en gare.
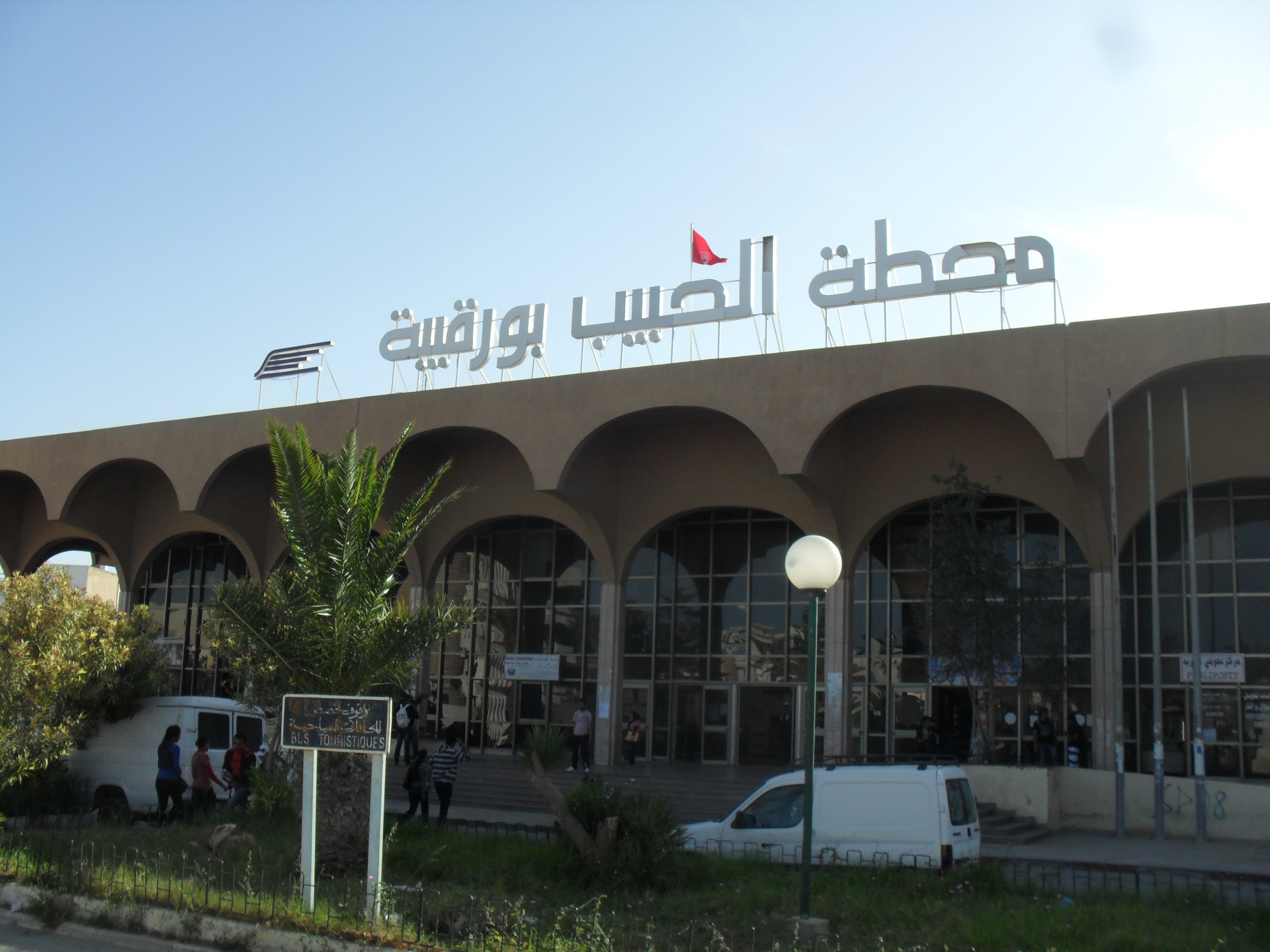
Vue extérieure de la gare.